# Attentatet mod Charlie Hebdo 2015
Den 7. januar 2015 blev avisen Charlie Hebdos redaktion i Paris, Frankrig angrebet af to maskerede mænd, som var bevæbnede med automatvåben. De tiltvang sig adgang til lokalerne, hvorefter de skød omkring sig, mens de råbte "Allahu Akbar" (Allah er størst). Det lykkedes dem at flygte fra gerningsstedet, efter at de havde dræbt 12 og såret 11 personer. Politiet oplyste senere samme dag, at de mistænkte var de to brødre Said og Cherif Kouachi, som var født og opvokset i Frankrig, og hvis forældre var indvandret til Frankrig fra Algeriet. Politiet jagede brødrene i over to døgn, hvorefter de om formiddagen den 9. januar forskansede sig i et trykkeri i byen Dammartin-en-Goële sammen med et gidsel. Samme dag opstod der en anden gidseltagning et andet sted i Paris i et jødisk supermarked i bydelen Porte de Vicennes. I en aktion, der involverede 88.000 politi - og militærfolk omringede myndighederne begge bygninger i flere timer. Ca. kl. 17 koordinerede styrkerne indsatsen og stormede bygningerne, først den hvor de to Kouachi-brødre var, her slap gidslet levende ud, mens begge brødre blev dræbt, og kort tid derefter stormede politiet supermarkedet og reddede flere af gidslerne ud. Fire gidsler døde og gidseltageren, Amedy Coulibaly, blev dræbt under operationen. Senere om aftenen påtog terrorgruppen al-Qaeda sig ansvaret for Charlie Hebdo-massakren.
I alt blev tyve personer dræbt, medregnet de tre terrorister, på fire lokaliteter i tidsrummet mellem 7. og 9. januar 2015. Mindst fjorten andre blev sårede, heraf nogle alvorligt. Angrebet var på det pågældende tidspunkt det dødeligste terroristangreb i Frankrig siden Vitry-Le-François togbombningen i 1961, som blev begået af Organisation de l’armée secrète (OAS). Angrebet blev dog allerede overgået d. 13. november samme år, hvor Europa og Frankrig blev udsat for det næstmest dødelige enkeltangreb efter 2. verdenskrig.

## Hændelsesforløb

### Attentatet mod Charlie Hebdo
Omkring kl. 11.30 den 7. januar 2015 tiltvang to maskerede mænd sig adgang til den satiriske avis Charlie Hebdos lokaler i Paris, som har fået stor international opmærksomhed efter jævnligt at have publiceret satiriske tegninger af flere religiøse skikkelser, herunder også muslimernes profet Muhammed. Med satiriske tegninger laver avisen grin med kristendommen, franske magthavere, islam mm. og er flere gange blevet sagsøgt. Mændene trængte sig ind i lokalerne, mens avisens redaktion havde redaktionsmøde, og derfor var mange af de ansatte til stede. Mændene, som var bevæbnede med Kalasjnikov gevær, haglgevær og Rocket Propelled Grenade, begyndte at skyde omkring sig, mens de råbte "Allahu Akbar" (Allah er størst).
Frankrigs præsident François Hollande oplyste i et direkte Tv-interview fra gerningsstedet kl. 12.49, at 12 var dræbt og 11 sårede, hvoraf fire var alvorligt sårede. Fransk politi oplyste senere, at flugtbilen var fundet, og at de mistænkte havde truet sig til et andet køretøj. Paris blev sat i højeste antiterror-beredskab, en slags undtagelsestilstand, som bl.a. indebar trafikrestriktioner og udvidede politiets adgang til at tilbageholde og undersøge personer.
Chefredaktøren Charb samt tegnerne Cabu, Tignous, Philippe Honoré og Georges Wolinski blev alle dræbt ved terroraktionen.
Under terroristernes angreb og flugt blev også to politimænd skudt, en der var livvagt for redaktøren og en betjent ved navn Ahmed Merabet.
Ca. klokken 23 samme dag udstedte fransk politi arrestordre på tre mænd, brødrene Said og Cherif Kouachi, som begge var født i Paris, men af algierske forældre, sammen med en 18-årig hjemløs person af uoplyst nationalitet.
Den yngste af de tre meldte sig selv til politiet 7. januar ved 23-tiden, efter at han fandt ud af, at hans navn var blevet offentliggjort. Han blev ikke sigtet og hans alibi blev betegnet som tillidsvækkende.

### Jagten efter gerningsmændene
Den 8. januar jagtede politiet de to brødre, efter at de var blevet genkendt, da de stjal mad og benzin ved landsbyen Villers-Cotteret og affyrede flere skud, inden de hastigt kørte videre. Om eftermiddagen blev de lokaliseret i landsbyen Crepy-en-Valois, hvor de forskansede sig i en bygning, som politiet omringede med specialstyrker. Elever i byens skoler fik forbud mod at forlade bygningerne.
Det viste sig senere samme dag, at gerningsmændene ikke kunne lokaliseres til noget bestemt hus, men fortsat var på flugt. Et vidne fortalte til nyheds Tv-stationen Sky News, at han så de to formodede gerningsmænd flygte ind i en skov, som omtaltes som Frankrigs største, bevæbnede med automatvåben. Sent torsdag aften skulle de to angiveligt være spottet inde i skoven af en overvågningshelikopter.

### Gidseltagning i Dammartin-en-Goële
Om formiddagen den 9. januar 2015 rapporteredes der om to personer med automatvåben, der havde skudt løs i byen Dammartin-en-Goële, som ligger omkring 40 km nordøst for Paris og 12 kilometer fra Charles De Gaulle lufthavnen, hvor to fly måtte opgive at lande pga. skyderi i området og flere overvågningshelikoptere i luften. De to mænds signalement svarede til de to brødre, som var mistænkte for terrorangrebet mod Charlie Hebdo to dage tidligere. Terroristerne havde søgt ind i en trykkeri-virksomhed i området og havde taget et gidsel. Flere politihelikoptere fløj over området. Politiet forhandlede med gidseltagerne for at få dem til at overgive sig og til at løslade gidslet, men det førte ikke til noget resultat.

### Gidseltagning i en jødisk butik
Samtidig med at mediernes opmærksomhed var rettet mod gidseldramaet nord for Paris og de to brødre, der var mistænkt for attentatet mod Charlie Hebdo, opstod der et nyt gidseldrama i den østlige del af Paris, hvor en mand, Amedy Coulibaly, der var mistænkt for drabet på en fransk kvindelig politibetjent i Paris dagen før, den 8. januar, havde taget en række gidsler i et jødisk supermarked, Hyper Cacher, i Porte de Vincennes. De to hændelser med gidseltagninger havde en klar sammenhæng ifølge Ritzau. En journalist og en fotograf fra den norske avis Verdens Gang var ved gerningsstedet og besøgte en af naboerne til det jødiske supermarked, Danielle Salomon. Hun var vidne til starten på gidseltagningen og så hvad der skete fra sit køkkenvindue. Politiet havde bedt hende om at holde sig væk fra vinduet og placerede et par skarpskytter ved hendes køkkenvindue. Salomon overhørte samtaler fra politiradioen og fortalte for VG journalisten, at politiet havde forhandlet sig til, at gidseltageren løslod 12 gidsler. Det er blevet bekræftet, at en politibetjent kl. 15.15 fulgte de frigivne ud i to grupper på 7 og 5.

### Afslutningen af begge gidseltagninger
Supermarked-gidseltageren truede med at dræbe sine gidsler, hvis politiet stormede Kouachi-brødrene. Kort før klokken 17 dansk tid var der flere eksplosioner i bygningen, hvor de to brødre opholdt sig, og ca. 15-20 minutter senere hørtes der flere eksplosioner i kosher supermarkedet. Gidslet i trykkeriet blev befriet, mens begge terroristbrødre blev dræbt, da de - stadig bevæbnede - pludselig forlod bygningen. Flere gidsler blev befriet fra kosher supermarkedet i Paris, men fire af gidslerne døde under befrielsesaktionen. Gidseltageren, Amedy Coulibaly, blev dræbt, da politiet stormede bygningen.

### Gidseltagere ringede til radiostation
Efter at gidseldramaerne var overstået kom det frem, at to af gidseltagerne havde ringet til den franske radiostation BFM RMC, under selve gidseltagningen. Først ringede Cherif Kouachi og derefter ringede Amédy Coulibaly. Det første som Cherif Kouachi sagde, var at de var profetens forsvarere og at han var sendt af al-Qaeda i Yemen. Han sagde også, at det var Anwar al-Awlaki som havde finansieret ham og at det skete lang tid før Anwar al-Awlaki døde. Endvidere sagde han, at de ikke slog kvinder ihjel. Han sagde til radioværten: "Det er jer, der slår muslimske børn ihjel i Irak, Syrien, Afghanistan. Det er jer. Det er ikke os. Vi har et æreskodeks i Islam." Kort tid senere ringede Adémy Coulibaly, som havde taget flere gidsler i et jødisk supermarked i det østlige Paris. Han svarede bekræftende på spørgsmålet om, hvorvidt han havde forbindelse med Kouachi-brødrene, der angreb Charlie Hebdo. Han fortalte, at de havde synkroniseret de to aktioner, de synkroniserede starten, da brødrene begyndte på Charlie Hebdo, begyndte han med politiet. Han fortalte også, at der var fire døde i forretningen, og at han var sammen med 16 personer med børn.

### Al-Qaeda i Yemen tog ansvaret
Den 9. januar 2015 skrev et medlem af al-Qaeda i Yemen en erklæring på engelsk til AP, og erklærede i en video på YouTube, at angrebet på Charlie Hebdo var en "hævn for at ære" profeten Muhammed. Medlemmet fortalte, at Charlie Hebdo var et nøje udpeget mål. Angrebet på Charlie Hebdo skulle angiveligt være i tråd med den nu afdøde al-Qaeda-leder Osama Bin Ladens trusler om at »vedholdende blasfemi mod muslimske helligdomme vil få konsekvenser«. Medlemmet fortalte desuden, at det var af "sikkerhedsmæssige årsager", at de først tog ansvaret nu. Under terrorangrebet på Charlie Hebdo, er brødrene Kouachi gengivet for at have fortalt øjenvidner, at de kom fra al-Qaeda i Yemen. Det samme blev f.eks. fortalt til personen, hvis bil de stjal, efter at de var kørt galt med flugtbilen.

## Ofre og gerningsmænd

### Ofre i Charlie Hebdo attentatet
Dræbte:
- Frédéric Boisseau, 42, bygningsarbejder fra Sodexo, dræbt i forhallen
- Franck Brinsolaro, 49, politibetjent, var ansat som bodyguard for Charb.[28]
- Cabu (Jean Cabut) 76, tegneserietegner
- Elsa Cayat, 54, psykoanalytiker og kronikør
- Charb (Stéphane Charbonnier), 47, tegneserietegner (cartoonist), kronikør og chefredaktør for Charlie Hebdo
- Philippe Honoré, 74, tegneserietegner
- Bernard Maris, 68, økonom, redaktør og kronikør[9][8]
- Ahmed Merabet, 42, politibetjent, skudt i hovedet, mens han lå såret udenfor.[29][30] Merabet var muslim.[31][32]
- Moustapha Ourad, korrekturlæser
- Michel Renaud, 69, forhenværende journalist, var gæst til mødet[33]
- Tignous (Bernard Verlhac), 57, tegneserietegner
- Georges Wolinski, 80, tegneserietegner[34]

- Cabu
- Charb
- Tignous
- Wolinski
- Honoré i 2007

Sårede: 
- Philippe Lançon, journalist, skudt i ansigtet, kritisk tilstand
- Fabrice Nicolino, 59, journalist, skudt i benet
- Riss, 48, tegner
- Simon Fieschi, 31, journalist, skudt i skulderen[35]
- Flere uspecificerede politibetjente[36][37][38]
- En kvindelig bilchauffør, hvis bil blev ramt af gerningsmændene, mens de flygtede.[39]

### Gerningsmænd og mistænkte i Charlie Hebdo attentatet
Fransk politi har identificeret to brødre Saïd Kouachi (født 7. september 1980, død 9. januar 2015) og Chérif Kouachi (født 29. november 1982, død 9. januar 2015) som gerningsmændene som udførte massakren af 12 personer i og udenfor bladet Charlie Hebdos lokaler. De to franco-algeriske muslimer, begge fra Gennevilliers, var henholdsvis 34 og 32 år gamle. Deres forældre var algeriske indvandrere i Frankrig. Brødrene blev forældreløse i en ung alder, og Chérif voksede delvis op hos fosterforældre i Rennes, før han blev genforenet med sin bror i Paris.
Kilder tæt på efterforskningen af angrebet har fortalt de internationale medier Reuters, The New York Times og CNN, at den 34-årige Said Kouachi i 2011 var i Yemen for at træne hos al-Qaeda.
Politiet mente først, at en 18-årig arbejdsløs fransk muslimsk mand af nordafrikansk oprindelse og ukendt nationalitet, havde deltaget i attentatet mod Charlie Hebdo. De mente, at han havde kørt flugtbilen. Den 8. januar blev det rapporteret, at han havde meldt sig selv til politiet. Manden fremlagde et alibi, idet han hævdede, at han var til undervisning, mens skydningen fandt sted. Da alle hans klassekammerater kunne bekræfte, at han var tilstede på skolen i Charleville-Mézières, mens angrebet fandt sted, blev der ikke rejst tiltale mod ham.

### Ofre i det jødiske supermarked
Dræbte:
- Yoav Hattab, 23, college studerende; søn af overrabbineren i Tunis
- Philippe Braham, 45, IT salgschef
- Yohan Cohen, 23, college studerende
- François-Michel Saada, 64, pensionist

### Gerningsmænd og mistænkte i attentatet mod et jødisk supermarked
Amedy Coulibaly var gidseltageren fra det jødiske supermarked i det østlige Paris. Han var 33 år gammel og blev dræbt, da politiet og militæret stormede bygningen. Han kendte angiveligt de to Kouachi-brødre. De skulle kende hinanden fra Buttes-Chaumont-netværket, hvor de rekrutterede krigere til at kæmpe for al-Qaueda i Irak. Han modtog i 2013 en dom på fem år for sin rolle i planlægningen. I 2010 var både han og Cherif Kouachi mistænkte for at have planer om at befri islamisten Smain Ait Ali Belkacem, som stod bag bombningen af den parisiske metro i 1995, hvor 30 mennesker døde. Coulibaly modtog i 2013 en dom på fem år for sin rolle i planlægningen, men blev dog løsladt to måneder inden Charlie Hebdo-attentatet.
Hayat Boumeddiene, som var 26 år da attentaterne den 9. januar fandt sted, var mistænkt i forbindelse med gidseltagningen i det jødiske supermarked i bydelen Porte de Vicennes. Hun var efterlyst og betragtedes af det franske politi som farlig og bevæbnet. Hun har været samleverske og partner med Amedy Coulibaly siden 2010, og ifølge flere medier var de muslimsk gift. Hayat Boumeddiene og Amedy Coulibaly blev tidligt den 9. januar efterlyst af politiet som mistænkte for drabet på en kvindelig politibetjent den 8. januar 2015. Dagen efter attentaterne kom det dog frem, at hun formodentlig slet ikke havde været i Frankrig i dagene hvor attentaterne fandt sted fra 7. til 9. januar 2015, kilder berettede, at hun var rejst til Tyrkiet. Der var også spekulation om, at hun derfra var taget til Syrien. Den 14. januar tilstod en belgisk våbenhandler, at han havde solgt våbnet, som Coulibaly benyttede, til denne.

## Reaktioner efter attentatet mod Charlie Hebdo
Attentatet vakte national og international fordømmelse, blandt andet betegnede Det islamske råd i Frankrig (Conseil français du culte musulman) handlingen som "barbarisk" og "i strid med demokrati og pressefrihed". Umiddelbare afskyerklæringer kom også fra Danmarks statsminister, Helle Thorning-Schmidt, Israels premierminister, Benjamin Netanyahu, Vladimir Putin, Indiens statsminister Narendra Modi, og Barack Obama, som gav udtryk for, at attentatet var "forfærdeligt" og tilbød amerikansk assistance i jagten på gerningsmændene. NATOs generalsekretær Jens Stoltenberg sagde, at "dette var en barbarisk handling og et angreb på pressefriheden". Præsident François Hollande betegnede angrebet som en "terrorhandling" og indkaldte regeringen til krisemøde samme dag. Tysklands forbundskansler Angela Merkel karakteriserede det som "en afskyelig ugerning" som ikke bare var et angreb på Frankrig, men også på "menings- og pressefriheden, som udgør kerneværdier i vores frihedselskende og demokratiske kultur". Storbritanniens statsminister David Cameron udtalte, at angrebet var "modbydeligt".

### Demonstrationer
Mange demonstrationer blev den 7. januar 2015 holdt, for at protestere mod skydningerne mod Charlie Hebdo, på Place de la République i Paris, lige som i andre byer i Frankrig, blandt andet i Toulouse, Nice, Lyon, Marseille og Rennes. Disse demonstrationer førte til, at den 8. januar blev erklæret som officiel sørgedag af Frankrigs præsident François Hollande. Den 11. januar 2015 gik flere end en million mennesker i sørgemarch gennem Paris, ligesom der var store optog i en række større franske byer.
- Demonstranter samles ved Place de la République i Paris
- Demonstranter i Bordeaux

### Yemen
Terrorangrebet var ikke det eneste den dag: I Yemen sprængtes en bombe ved en politiskole uden for hovedstaden Sanaa.
Her blev mindst 37 dræbt og også her mentes islamistiske terrorister at stå bag.
Et vidne til angrebet på Charlie Hebdo fortalte at terroristerne havde identificeret sig som al-Qaeda i Yemen.